# Angela Alupei
Angela Tamaș-Alupei (Bacău, 1 mei 1972) is een Roemeense roeister. Tijdens de Wereldkampioenschappen roeien 1993 maakte Alupei haar debuut op een groot kampioenschap in de dubbelvier. Alupei nam tijdens de Wereldkampioenschappen roeien 1994 en 1995 deel in de acht, hierbij won ze een zilveren en een bronzen medaille. Alupei debuteerde op de Olympische Zomerspelen 1996 in Atlanta in de dubbel-vier met een tiende plaats. Samen met Camelia Macoviciuc won de bronzen medaille tijdens Wereldkampioenschappen roeien 1997 in de lichte dubbel-twee.
Alupei won samen met Constanța Burcică-Pipotă zowel de Olympische gouden medaille tijdens de Olympische Zomerspelen 2000 als Olympische Zomerspelen 2004.

## Resultaten
- Wereldkampioenschappen roeien 1993 in Račice 7e in de dubbel-vier
- Wereldkampioenschappen roeien 1994 in Indianapolis  in de acht
- Wereldkampioenschappen roeien 1995 in Tampere  in de acht
- Olympische Zomerspelen 1996 in Atlanta 10e in de dubbel-vier
- Wereldkampioenschappen roeien 1997 in Chambéry  lichte dubbel-twee
- Wereldkampioenschappen roeien 1998 in Keulen  lichte dubbel-twee
- Wereldkampioenschappen roeien 1999 in St. Catharines 5e lichte skiff
- Olympische Zomerspelen 2000 in Sydney  in de lichte dubbel-twee
- Olympische Zomerspelen 2004 in Athene  in de lichte dubbel-twee

1996: Constanța Burcică & Camelia Macoviciuc ·
2000: Constanța Burcică & Angela Alupei ·
2004: Constanța Burcică & Angela Alupei ·
2008: Marit van Eupen & Kirsten van der Kolk ·
2012: Katherine Copeland & Sophie Hosking  ·
2016: Ilse Paulis & Maaike Head ·
2020: Valentina Rodini & Federica Cesarini ·
2024: Emily Craig & Imogen Grant